# Ausschuss für regionale Entwicklung

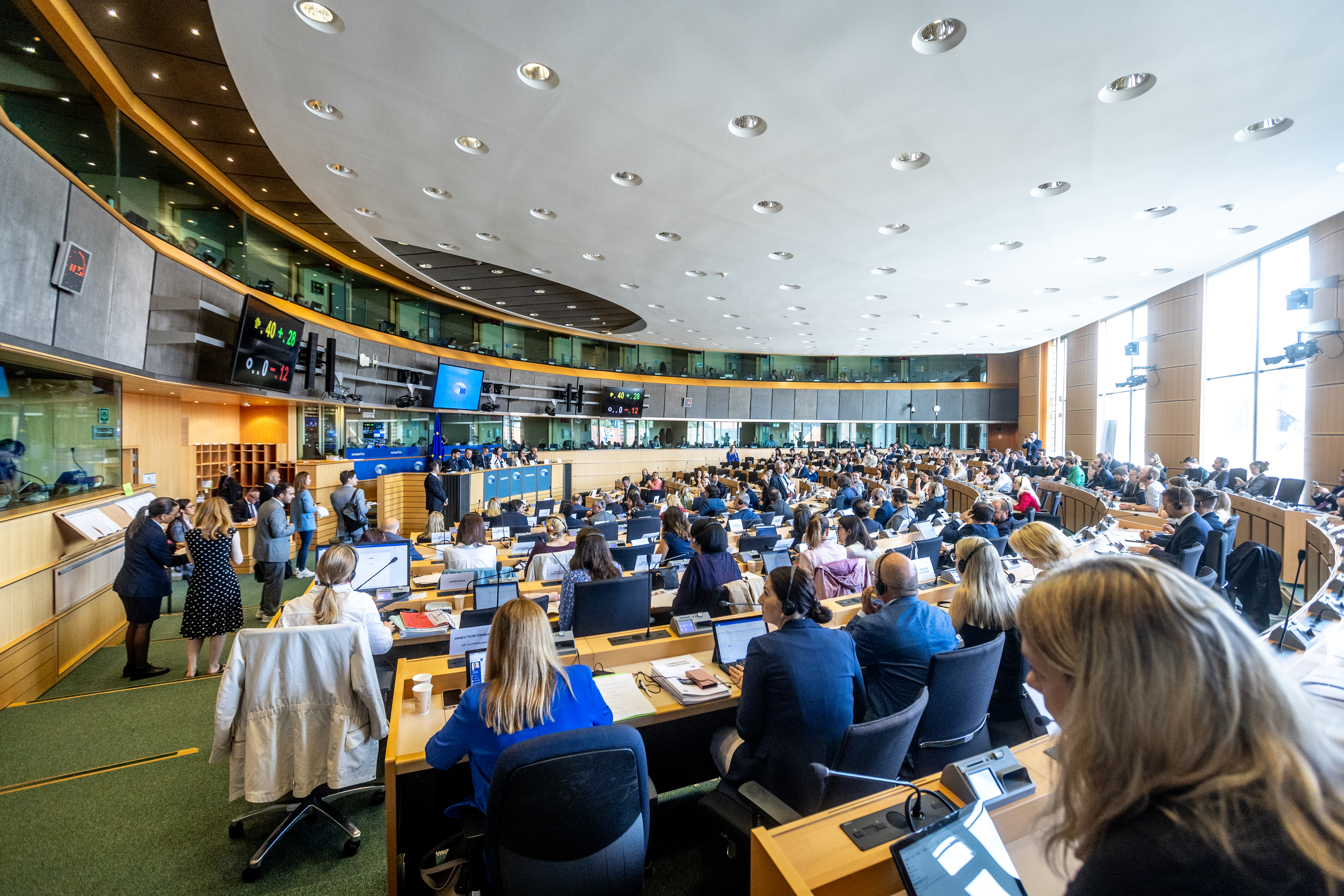
Ausschuss für regionale Entwicklung bei dessen konstituierender Sitzung der 10. Wahlperiode im Juli 2024

Der Ausschuss für regionale Entwicklung (englisch Committee on Regional Development, französisch Commission du développement régional, kurz REGI) ist ein Ausschuss des Europäischen Parlaments. Ausschussvorsitzender ist seit Juli 2024 Adrian-Dragoş Benea (PSL/S&D).
Im Rahmen der Osterweiterung und der erwarteten Kompetenzgewinne durch den Vertrag von Lissabons beschlossen die Abgeordneten Neuerungen für die Ausschüsse des Europäischen Parlaments. Im Zuge dessen wurde 2004 der vorherige Regional- und Verkehrsausschuss in den Ausschuss für regionale Entwicklung und in den Ausschuss für Verkehr und Tourismus geteilt.
Der Ausschuss ist zuständig für die Regional- und Kohäsionspolitik der EU, insbesondere für die Verwendung der Gelder aus dem Europäischen Fonds für regionale Entwicklung (EFRE), den Kohäsionsfonds und den anderen regionalpolitischen Instrumenten der Union; er koordiniert allgemein die verschiedenen Strukturfonds der EU. Außerdem bewertet er die anderen Politiken der Europäischen Union in Bezug auf ihre Auswirkungen auf den wirtschaftlichen und sozialen Zusammenhalt der Regionen und kümmert sich besonders um die Gebiete in der geografischen Peripherie der EU. Auch die grenzüberschreitende Zusammenarbeit, etwa im Rahmen der Europaregionen, fällt in die Zuständigkeit des Regionalentwicklungsausschusses. Er pflegt die Beziehungen des Europäischen Parlaments zum Ausschuss der Regionen, zur Organisationen der interregionalen Zusammenarbeit und zu den lokalen und regionalen Gebietskörperschaften einschließlich der Städte.

## Vorsitzende (Auswahl)
- 2009–2014: Danuta Hübner (PO/EVP)

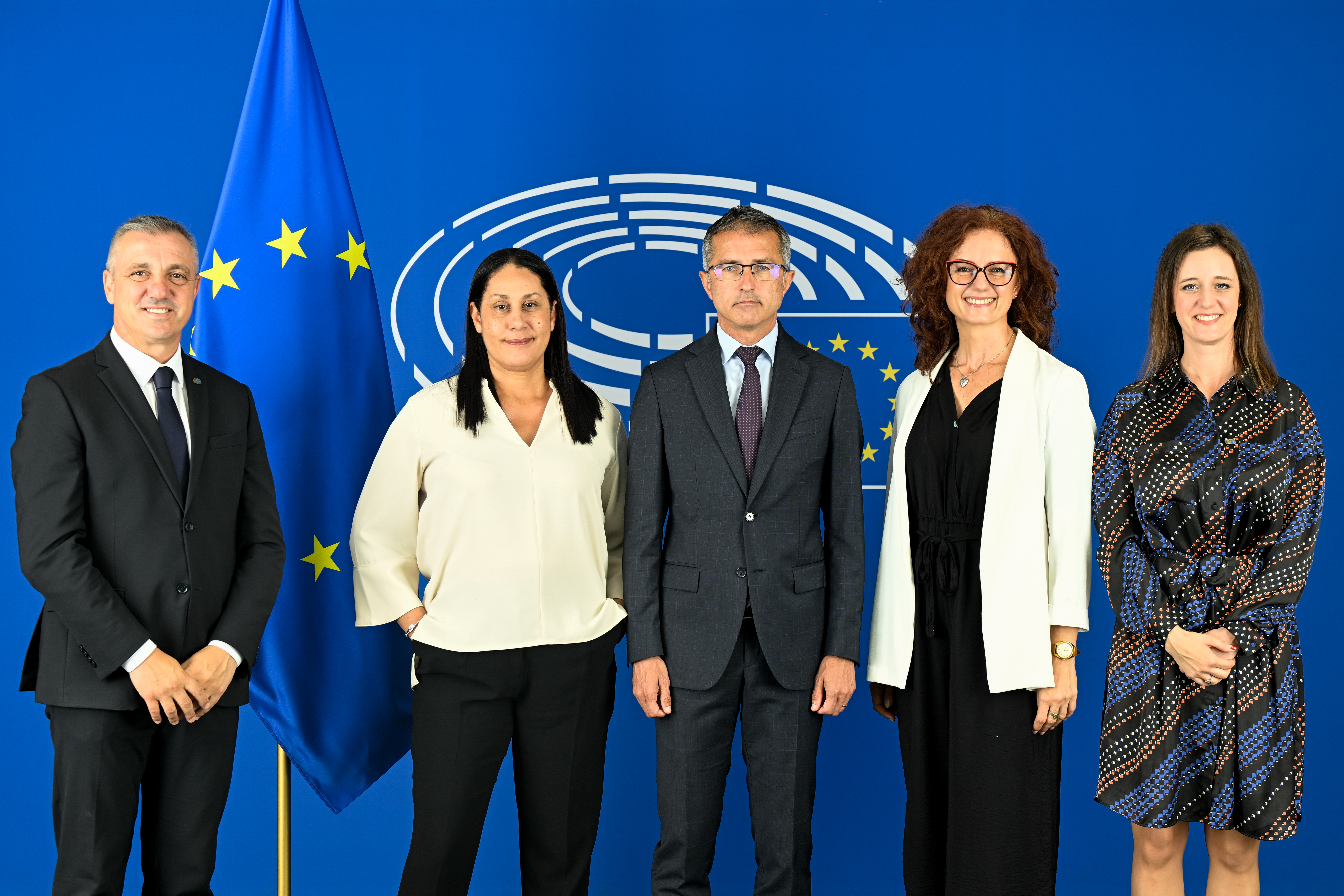
Ausschussvorsitzende der 10. Wahlperiode (2024–2029, v. l. n. r.): Francesco Ventola, Nora Mebarek, Dragoş Benea, Gabriella Gerzsenyi und Ľubica Karvašová

- 2014–2019: Iskra Michailowa (DPS/ALDE)
- 2019–2024: Younous Omarjee (PCR/GUE-NGL)[3]
- Seit Juli 2024: Dragoş Benea (PSL/S&D)[1]